# Essonne
Essonne (wymowaⓘ) – francuski departament położony w regionie Île-de-France. Departament oznaczony jest liczbą 91. Departament został utworzony 1 stycznia 1968 roku.
Według danych na rok 2012 liczba zamieszkującej departament ludności wynosi 1 215 340 os. (673 os./km²); powierzchnia departamentu to 1804 km². Ośrodkiem administracyjnym (prefekturą) i największym miastem departamentu jest Évry-Courcouronnes.
W 2023 roku w skład departamentu wchodziły 194 gminy (lista).

## Miejscowości
Największe miejscowości departamentu (w nawiasach liczba ludności w 2021 roku):

- Évry-Courcouronnes (66 177)
- Corbeil-Essonnes (52 683)
- Massy (50 962)
- Savigny-sur-Orge (37 371)
- Athis-Mons (36 222)
- Sainte-Geneviève-des-Bois (35 846)
- Palaiseau (34 893)
- Vigneux-sur-Seine (31 050)
- Viry-Châtillon (31 045)
- Ris-Orangis (29 825)
- Draveil (29 173)
- Yerres (28 699)
- Grigny (27 257)
- Brétigny-sur-Orge (27 106)
- Étampes (26 529)
- Brunoy (25 423)
- Les Ulis (25 253)
- Montgeron (23 800)
- Gif-sur-Yvette (22 352)
- Saint-Michel-sur-Orge (21 437)
- Morsang-sur-Orge (20 785)
- Longjumeau (20 620)
- Chilly-Mazarin (19 938)
- Juvisy-sur-Orge (18 424)
- Orsay (16 007)
- Mennecy (15 711)
- Verrières-le-Buisson (14 597)
- Fleury-Mérogis (13 983)
- Morangis (13 211)
- Épinay-sous-Sénart (11 869)
- Saint-Pierre-du-Perray (11 680)
- Saint-Germain-lès-Arpajon (11 305)
- Arpajon (11 281)
- Dourdan (11 279)
- Bondoufle (10 862)
- Épinay-sur-Orge (10 760)
- Villebon-sur-Yvette (10 322)
- Igny (10 213)